# Walang Hanggan
Walang Hanggan é uma telenovela filipina exibida em 2012 pela ABS-CBN. Foi protagonizada por Coco Martin, Julia Montes, Richard Gomez e Dawn Zulueta, e com atuação antagônica de Paulo Avelino, Joem Bascon, Noni Buencamino, e a primeira atriz Helen Gamboa.

## Elenco
- Coco Martin - Emil "Daniel Cruz" Cardenas / Daniel Guidotti
- Julia Montes - Katerina Alcantara
- Richard Gomez - Marco Montenegro
- Dawn Zulueta - Emilia "Emily" Cardenas / Emilia "Emily" Guidotti
- Helen Gamboa - Margaret Cruz-Montenegro
- Susan Roces - Virginia "Henya" Cruz
- Paulo Avelino - Nathaniel "Nathan" Montenegro
- Melissa Ricks - Patricia "Johanna Montenegro" Bonifacio
- Joem Bascon - Tomas Alcantara
- Rita Avila / Eula Valdez - Jane Bonifacio-Montenegro / Jean "Black Lily" Bonifacio
- Noni Buencamino - Miguel Ramos

## Exibição
- Filipinas: ABS-CBN (emissora original)
- Malásia: Astro Bella
- Tanzânia: Star TV